# Edith van Dijk
Edith van Dijk (Países Bajos, 6 de abril de 1973) es una nadadora neerlandesa retirada especializada en pruebas de larga distancia en aguas abiertas, donde consiguió ser subcampeona mundial en 2003 en los 5 km en aguas abiertas.

## Carrera deportiva
En el Campeonato Mundial de Natación de 1998 celebrado en Perth (Australia), ganó la medalla de en los 5 km en aguas abiertas, con un tiempo de 1:00:58 segundos, tras la estadounidense Erica Rose (oro con 59:23 segundos) y por delante de la alemana Peggy Büchse (bronce con 1:00:05 segundos); y también ganó la medalla de bronce en los 25 kilómetros en aguas abiertas, tras la estadounidense Tobie Smith y de nuevo la alemana Peggy Büchse.
Tres años después, en el Campeonato Mundial de Natación de 2001 celebrado en Fukuoka ganó la plata en los 25 kilómetros aguas abiertas, tras la italiana Viola Valli.
Y dos años más tarde, en el Campeonato Mundial de Natación de 2003 celebrado en Barcelona ganó la plata en los 25 kilómetros con un tiempo de 5:35:46 segundos, y el bronce en los 10 kilómetros con 1:59:53 segundos.